# شيرلي باريت
شيرلي باريت (بالإنجليزية: Shirley Barrett)‏ هي كاتبة سيناريو ومخرجة أسترالية، ولدت في 1961 في ملبورن في أستراليا.

## وصلات خارجية
- شيرلي باريت على موقع IMDb (الإنجليزية)
- شيرلي باريت على موقع ألو سيني (الفرنسية)
- شيرلي باريت على موقع أول موفي (الإنجليزية)
- شيرلي باريت على موقع قاعدة بيانات الأفلام السويدية (السويدية)
- شيرلي باريت على موقع قاعدة بيانات الفيلم (الإنجليزية)
- شيرلي باريت على موقع كينوبويسك (الروسية)